# Sangsari
Sangsari eller sangisari är ett iranskt språk som huvudsakligen talas i provinserna Semnan och Teheran i Iran, särskilt i staden Sangesar (numera kallad Mahdishahr) och i omgivande byar. Sangsari ingår i semnani- gruppen av nordvästiranska språk, som även inkluderar lasgerdi, semnani och sorkhei. Enligt officiella uppgifter från 2006 uppgav 36 000 att de talade sangsari.
Glottolog klassificerar sangsari som komiseniska språk inom den nordvästiranska grenen av den iranska språkfamiljen.  Denna klassificering används även av Wiktionary.

## Fonologi
Vokalerna i Sangsari är /a, aː, e, eː, i, o, ö, u, uː/ . Konsonanterna är desamma som på persiska.

## Pronomen
Sangseri har två numerus för pronomen – singular och plural – och markerar två kasus i singular – direkt (nominativ) och oblik (övriga kasus). Maskulina och feminina former åtskiljs i singularpronomen tredje person.
|      | 1 sg | 2 sg | 3 sg mask. | 3 sg fem. | 1 pl | 2 pl | 3 pl |
| ---- | ---- | ---- | ---------- | --------- | ---- | ---- | ---- |
| dir. | a    | tö   | nö         | nā        | ham  | xā   | anun |
| obl. | ma   | ta   | ne         | nī        | ham  | xā   | anun |